# Двухэлектронная трёхцентровая связь

Структура молекулы диборана. Оба атома бора и связывающие их атомы водорода участвуют в двухэлектронных трёхцентровых связях.

Двухэлектронная трёхцентровая связь — одна из возможных электроно-дефицитных связей. Характерна тем, что пара валентных электронов локализована в пространстве сразу трёх атомов (отсюда и понятие «электроно-дефицитности» — «нормальным» случаем является двухэлектронная двухцентровая связь). Общее описание механизма образования электронодефицитных связей даётся в рамках теории молекулярных орбиталей (модель «несвязывающих» орбиталей). Проблема дефицита электронов отпадает в кольцегранной модели Снельсона-Кушелева.
Наибольший вклад в развитие теории трёхцентровых двухэлектронных связей был сделан при изучении бороводородов и борорганических соединений, где подобное связывание реализуется очень часто (например, в диборане).
Возможны и другие электронодефицитные связи, с другим соотношением валентных электронов и связанных атомов. Подобное связывание часто реализуется в металлорганических соединениях.